# Opheim
Opheim est une municipalité américaine située dans le comté de Valley au Montana. Selon le recensement de 2010, sa population est de 85 habitants. La municipalité s'étend sur 0,21 milles carrés (0,54 km2).
La localité est fondée par Alfred S. Opheim, qui y construit sa maison en 1910. D'autres personnes s'y installent dans les années qui suivent, parallèlement à la construction du Great Northern Railway.